# Aspidiotus msolonus
Aspidiotus msolonus är en insektsart som beskrevs av Hall 1929. Aspidiotus msolonus ingår i släktet Aspidiotus och familjen pansarsköldlöss.
Artens utbredningsområde är Zimbabwe. Inga underarter finns listade i Catalogue of Life.